# Giải bóng đá U-17 Quốc gia 2014
Giải bóng đá U17 Quốc gia Việt Nam 2014 có tên gọi chính thức là Giải bóng đá U17 Quốc gia Việt Nam - Cúp Thái Sơn Nam 2014 là mùa giải thứ 11 do VFF tổ chức. Giải bóng đá U17 Quốc gia Báo Bóng Đá - Cúp Thái Sơn Nam 2014 sẽ chính thức khởi tranh các trận đấu vòng loại từ 24/5 đến 6/7/2014. Còn Vòng chung kết sẽ diễn ra trên Sân vận động Tự Do thuộc thành phố Huế từ 16/7 đến 25/7/2014.

## Điều lệ
Giải bóng đá U17 Quốc gia Báo Bóng Đá - Cúp Thái Sơn Nam 2014 có 19 đội bóng đăng ký tham dự vòng loại, Ban tổ chức giải chia thành bốn bảng, cụ thể như sau:
- Bảng A: do Công ty cổ phần thể thao T&T đăng cai tổ chức, gồm 4 đội: Hà Nội T&T, Công An Nhân dân, Quảng Ninh, Viettel.
- Bảng B: do Công ty cổ phần đầu tư QNK Quảng Nam đăng cai tổ chức, gồm 5 đội: Quảng Nam, Bình Định, Khánh Hòa, Quảng Ngãi, Sông Lam Nghệ An.
- Bảng C: do Sở Văn Hóa Thể thao & Du lịch Đăk Lăk đăng cai tổ chức, gồm 5 đội: Đăk Lăk, Becamex Bình Dương, Đồng Nai, Lâm Đồng, PVF.
- Bảng D: do Trung tâm Thể dục Thể thao Thống Nhất đăng cai tổ chức, gồm 5 đội: Thành phố Hồ Chí Minh, An Giang, Đồng Tháp, Long An, Tiền Giang.

Theo Điều lệ giải bóng đá U17 Quốc gia báo Bóng đá – Cúp Thái Sơn Nam 2014, 21 đội tham dự vòng loại sẽ được chia vào 4 bảng, thi đấu vòng loại để chọn ra 6 đội bóng có thành tích tốt nhất (4 đội nhất bảng cùng 2 đội nhì bảng có điểm số cao nhất) vào Vòng chung kết.
Tại Vòng chung kết, 6 đội bóng trên cùng 2 đội được miễn đấu vòng loại là Đương kim vô địch SHB Đà Nẵng và Huế (địa phương đăng cai Vòng chung kết) sẽ tiếp tục bốc thăm thi đấu Vòng chung kết diễn ra trên sân vận động Tự Do ở thành phố Huế từ ngày 16 đến 25/7/2014.

## Vòng chung kết
Vòng chung kết giải bóng đá U17 Quốc gia - Cúp Thái Sơn Nam năm 2014 sẽ diễn ra trên Sân vận động Tự Do ở thành phố Huế từ ngày 16/7 đến 25/7/2014. Kết quả chia bảng tại Vòng chung kết như sau: Thừa Thiên Huế, Hà Nội T&T, PVF và Bình Định (bảng A), Đương kim vô địch SHB Đà Nẵng, Sanna Khánh Hòa BVN, Viettel và Bình Dương (bảng B).
Trong 10 lần Vòng chung kết U17 Quốc gia báo Bóng đá – Cúp Thái Sơn Nam được tổ chức, Sông Lam Nghệ An là đội đang giữ kỷ lục với 7 chức vô địch. Đó là các năm 2004, 2005, 2006, 2007, 2008, 2009 và 2012. SHB Đà Nẵng là đội giàu thành tích thứ hai tại sân chơi này khi “ẵm” 3 chiếc cúp còn lại sau 6 lần góp mặt trong trận chung kết. Đội bóng trẻ bên bờ sông Hàn vô địch vào các năm 2010, 2011 và 2013. 
.
Kết quả chi tiết
| Số thứ tự | Ngày      | Giờ   | Sân                | Đội 1                      | Tỷ số | Đội 2                      |
| 1         | 16/7/2014 | 15h00 | Tự Do              | U17 Thừa Thiên Huế         | 0-1   | U17 Hà Nội T&T             |
| 1         | 16/7/2014 | 17h00 | Tự Do              | U17 PVF                    | 3-1   | U17 Bình Định              |
| 2         | 17/7/2014 | 14h30 | Tự Do              | U17 SHB Đà Nẵng            | 2-2   | U17 Sanatech Khánh Hòa BVN |
| 2         | 17/7/2014 | 16h30 | Tự Do              | U17 Becamex Bình Dương     | 0-3   | U17 Viettel                |
| 3         | 18/7/2014 | 14h30 | Tự Do              | U17 Hà Nội T&T             | 1-1   | U17 PVF                    |
| 3         | 18/7/2014 | 16h30 | Tự Do              | U17 Bình Định              | 2-1   | U17 Thừa Thiên Huế         |
| 4         | 19/7/2014 | 14h30 | Tự Do              | U17 Sanatech Khánh Hòa BVN | 3-5   | U17 Becamex Bình Dương     |
| 4         | 19/7/2014 | 16h30 | Tự Do              | U17 Viettel                | 1-1   | U17 SHB Đà Nẵng            |
| 5         | 20/7/2014 | 15h30 | Tự Do              | U17 Thừa Thiên Huế         | 3-2   | U17 PVF                    |
| 5         | 20/7/2014 | 15h30 | Trung tâm Thể thao | U17 Hà Nội T&T             | 1-0   | U17 Bình Định              |
| 6         | 21/7/2014 | 15h30 | Tự Do              | U17 SHB Đà Nẵng            | 1-1   | U17 Becamex Bình Dương     |
| 6         | 21/7/2014 | 15h30 | Trung tâm Thể thao | U17 Sanatech Khánh Hòa BVN | 1-0   | U17 Viettel                |

| Bảng xếp hạng bảng A | Bảng xếp hạng bảng A | Bảng xếp hạng bảng A | Bảng xếp hạng bảng A | Bảng xếp hạng bảng A | Bảng xếp hạng bảng A | Bảng xếp hạng bảng A | Bảng xếp hạng bảng A | Bảng xếp hạng bảng A |
| -------------------- | -------------------- | -------------------- | -------------------- | -------------------- | -------------------- | -------------------- | -------------------- | -------------------- |
| Thứ tự               | Đội bóng             | Trận                 | Thắng                | Hòa                  | Thua                 | Bàn thắng            | Bàn thua             | Điểm                 |
| 1                    | U17 Hà Nội T&T       | 3                    | 2                    | 1                    | 0                    | 3                    | 1                    | 7                    |
| 2                    | U17 PVF              | 3                    | 1                    | 1                    | 1                    | 6                    | 5                    | 4                    |
| 3                    | U17 Bình Định        | 0                    | 1                    | 0                    | 2                    | 3                    | 5                    | 3                    |
| 4                    | U17 Thừa Thiên Huế   | 3                    | 1                    | 0                    | 2                    | 4                    | 5                    | 3                    |

| Bảng xếp hạng bảng B | Bảng xếp hạng bảng B       | Bảng xếp hạng bảng B | Bảng xếp hạng bảng B | Bảng xếp hạng bảng B | Bảng xếp hạng bảng B | Bảng xếp hạng bảng B | Bảng xếp hạng bảng B | Bảng xếp hạng bảng B |
| -------------------- | -------------------------- | -------------------- | -------------------- | -------------------- | -------------------- | -------------------- | -------------------- | -------------------- |
| Thứ tự               | Đội bóng                   | Trận                 | Thắng                | Hòa                  | Thua                 | Bàn thắng            | Bàn thua             | Điểm                 |
| 1                    | U17 Viettel                | 3                    | 1                    | 1                    | 1                    | 4                    | 2                    | 4                    |
| 2                    | U17 Becamex Bình Dương     | 3                    | 1                    | 1                    | 1                    | 6                    | 7                    | 4                    |
| 3                    | U17 Sanatech Khánh Hòa BVN | 3                    | 1                    | 1                    | 1                    | 6                    | 7                    | 4                    |
| 4                    | U17 SHB Đà Nẵng            | 3                    | 0                    | 3                    | 0                    | 4                    | 4                    | 3                    |

## Vòng bán kết
| 23 tháng 7 năm 2014 | U17 Hà Nội T&T                                                                   | 2 – 2    | Becamex Bình Dương                                                                          | Sân vận động Tự Do, Huế |  |
| 14:30               | Nguyễn Quang Hải (17) 59' 70' · Trần Tấn Thi (17) 56' · Nguyễn Văn Dũng (21) 90' | Chi tiết | Trần Duy Khánh (7) 38' · Nguyễn Tiến Linh (11) 65' · Kon Sơ Ha Duy (11) 51' · Ha Sy (7) 75' | Lượng khán giả: 700 Trọng tài: Khổng Tam Cường (Việt Nam) Hoàng Duy Tuất(Việt Nam) Lê Văn Hải(Việt Nam) Ngô Đắc Tiến(Việt Nam) |  |

|  |     | Luân lưu 11m |
|  | 4-2 |              |

| 23 tháng 7 năm 2014 | Viettel                                          | 0 – 0    | PVF                         | Sân vận động Tự Do, Huế                                                                                              |  |
| 16:30               | Ngô Xuân Sơn (1) 13' · Nguyễn Đăng Khánh (5) 14' | Chi tiết | Thái Phạm Hữu Ngân (15) 14' | Lượng khán giả: 600 Trọng tài: Hà Văn Thức (Việt Nam) Lê Duy(Việt Nam) Đàng Năng Duy(Việt Nam) Vũ Văn Việt(Việt Nam) |  |

|  |       | Luân lưu 11m |
|  | 2 - 4 |              |

## Trận chung kết
| 25 tháng 7 năm 2014 | U17 Hà Nội T&T | 0 – 2    | PVF                          | Sân vận động Tự Do, Huế                                                                                                |  |
| 16:30               | Văn Long 41'   | Chi tiết | Đức Chinh 60' · Anh Khoa 68' | Lượng khán giả: 1,000 Trọng tài: Hà Văn Thức (Việt Nam) Lê Duy(Việt Nam) Đàng Năng Duy(Việt Nam) Vũ Văn Việt(Việt Nam) |  |

|  |   | Luân lưu 11m |
|  | ' |              |

## Tổng kết mùa giải
- Đội vô địch: U17 PVF
- Đội xếp thứ Nhì: U17 Hà Nội T&T
- Đồng hạng Ba: U17 Bình Dương và U17 Viettel
- Giải phong cách: U17 Viettel
- Cầu thủ ghi nhiều bàn thắng nhất Vòng chung kết: Trần Duy Khánh (U17 Bình Dương, 5 bàn)
- Cầu thủ xuất sắc nhất Vòng chung kết: Nguyễn Quang Hải (U17 Hà Nội T&T)
- Thủ môn xuất sắc nhất Vòng chung kết: Nguyễn Thanh Tuấn (U17 PVF)[8].